# L-03C
docomo PRO series L-03C（ドコモプロシリーズ エル ぜろさん シー）は、LGエレクトロニクスによって開発された、NTTドコモの第三世代携帯電話（FOMA）端末である。docomo PRO seriesの端末。

## 概要

### カメラ機能
同時期に発表されたdocomo PRO series SH-05Cと共に光学ズームレンズカメラを搭載した、携帯電話である。なお、日本で初めて光学ズームレンズカメラを搭載した携帯電話はV602SHである。沈胴式レンズに、大型のシャッターボタン、シリンダーによるズーム設定、写真を撮りやすいようにふくらみのある皮張りのカメラグリップを用意するなど、一見携帯電話にカメラがついたというよりも、コンパクトデジタルカメラに携帯電話機能がついたといったデザインとなる。コンパクトデジタルカメラと同等の1／2.3型と大型のCCDセンサーを搭載した光学ズーム対応のレンズは35mm～105mmのPENTAX製の沈胴式レンズ採用し、ズームを行うたびにレンズが伸びる。またカメラの内蔵モジュールは三洋電機製となる。
IS0感度は最高3200相当ある他、フラッシュにおいては、これも日本の携帯電話としては初となる、高輝度LEDより約4倍の光量をもつキセノンフラッシュが採用されているため、暗所での撮影、夜景の撮影なども、専用のデジタルカメラ並の撮影が可能となる。またシャッタースピードも最高1／1500秒と高速で、高感度CCDとあわせることにより高速に動いている被写体に対しても強い。
通常時はレンズはカバーに覆われており、撮影する際、自動でカバーが開く仕様となる。
カメラの操作はタッチパネルを使うことが多く、オートフォーカスの焦点の変更や測光操作などもタッチパネルを使って行う。
撮影モードも様々で、「パノラマ撮影」、肌の色を補正する「スマイルショット」、「ビューティーショット」、「ハイスピードショット」、「音声付ショット」、「モノクロ撮影モード」などにも対応している。

### ユーザーインターフェース
筐体のデザインは前述のとおり、コンパクトデジタルカメラそのものであり、テンキーなどもない。端末の基本的な操作は3.0インチの大型液晶面のタッチパネル操作で行う。タッチパネルは静電式なっている。待ち受け画面などは、通常の携帯電話とは違い、機能やアプリケーションごとに複数のアイコンが表示されスマートフォンのようにスクロール、タッチで機能を選択する。文字入力なども、タッチパネルのソフトキーボードを使って入力することとなる。
LG On-Screen Phoneというアプリケーションをパソコンにインストールすることで、Bluetoothを使ってパソコン上でL-03Cを操作することができる。この機能を使うことで、iモードメールやドコモWebメールなどのメール作成なども行うことができる。

## その他機能
実際カメラ機能に特化しているため、ワンセグや おサイフケータイ、GPSの機能は搭載していない。しかしそれ以外は通常のiモード携帯と基本は同じであり、iモード接続やiモードメール、iアプリなども利用できる。BluetoothやGSMを使った国際ローミング（WORLD WING）も利用可能となっている。またiモード端末としては珍しく従来の充電端子ではなくmicroUSBが使われている。
| 主な対応サービス                   | 主な対応サービス                                                    | 主な対応サービス                       | 主な対応サービス                                          | 主な対応サービス |
| ---------------------------------- | ------------------------------------------------------------------- | -------------------------------------- | --------------------------------------------------------- | ---------------- |
| タッチパネル                       | FOMAハイスピード7.2Mbps/5.0Mbps                                     | Bluetooth                              | DCMX／おサイフケータイ                                    |                  |
| iアプリオンライン／地図アプリ      | 直感ゲーム／メガiアプリ                                             | iウィジェット                          | マチキャラ／iコンシェル                                   |                  |
| ホームU／ポケットU                 | GPS／オートGPS／ケータイお探し                                      | デコメール／デコメ絵文字／デコメアニメ | iチャネル                                                 |                  |
| 着もじ                             | テレビ電話／キャラ電                                                | ケータイデータお預かりサービス         | フルブラウザ                                              |                  |
| おまかせロック／バイオ認証         | 外部メモリーへiモードコンテンツ移行／ユーザーデータ一括バックアップ | トルカ                                 | iC通信／iCお引越しサービス                                |                  |
| きせかえツール／ダイレクトメニュー | バーコードリーダ／名刺リーダ                                        | 2in1                                   | エリアメール／ソフトウェアーアップデート自動更新          |                  |
| GSM／3Gローミング（WORLD WING）    | 着うたフル／うた・ホーダイ                                          | Music&Videoチャネル／ビデオクリップ    | デジタルオーディオプレーヤー(AAC)(WMA)(MP4)(SDオーディオ) |                  |

## プリインストールアプリ
- 数字カフェ
- 頭脳発展所
- Battle Reversi
- E★エブリスタアプリ
- モバイルGoogle マップ

必要に応じて、ドコモマーケットなどからダウンロードし、インストールすることが可能である。

## 歴史
- 2010年11月8日 - F-01C・F-02C・F-03C・F-04C・F-05C・F-06C・L-01C・L-02C・L-03C・Optimus chat L-04C・N-01C・N-02C・N-03C・P-01C・P-02C・P-03C・SH-01C・SH-02C・LYNX 3D SH-03C・SH-04C・SH-05C・SH-06C・ブックリーダー SH-07C・TOUCH WOOD SH-08C・REGZA Phone T-01C・HW-01C・BlackBerry Curve 9300・フォトパネル03の開発並びに一部機種の発売を発表。
- 2011年1月28日 - 発売予定。